# Begraafplaats Daalseweg

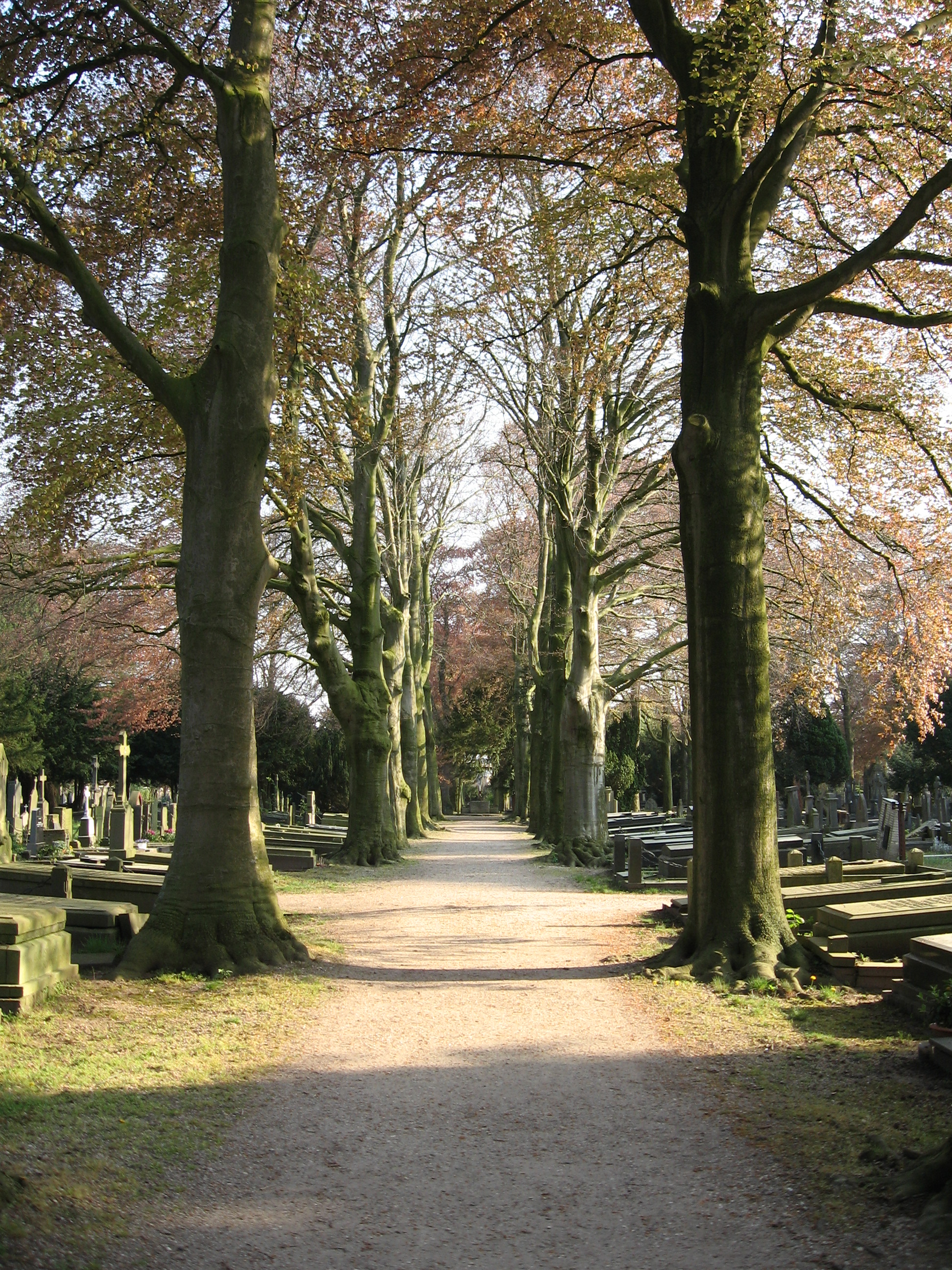
Hoofdlaan van de begraafplaats Daalseweg

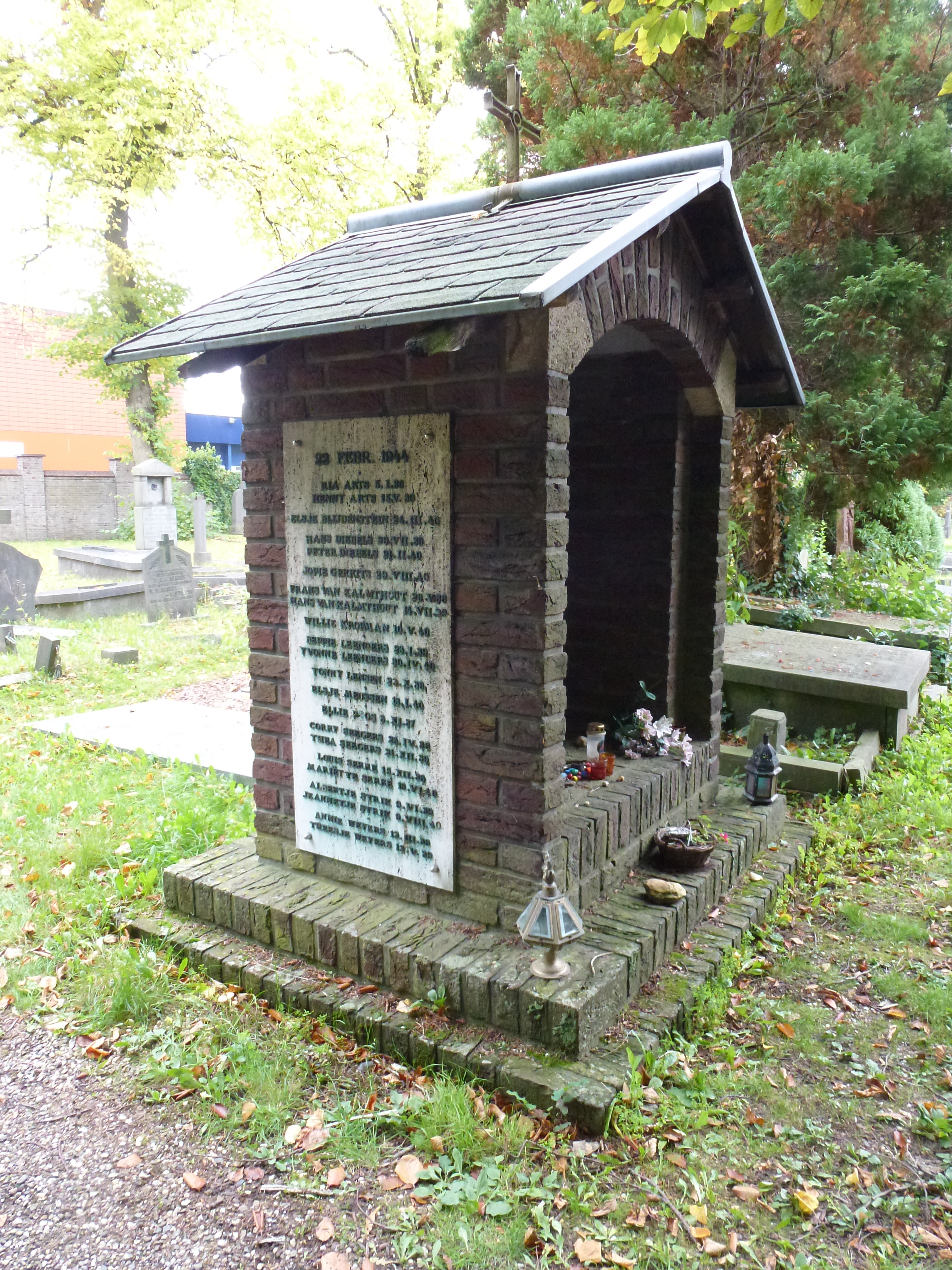
Bakstenen kapelletje ter nagedachtenis aan de bombardementsslachtoffers

De Begraafplaats Daalseweg is een van de bekendste begraafplaatsen in Nijmegen. Deze begraafplaats is ontworpen door de  stadsarchitect Jan Jacob Weve, die tevens zelf aldaar is begraven. 
De begraafplaats ligt in de wijk Altrade en werd op 24 juni 2002 onder nummer 522938 geregistreerd als Rijksmonument.

## Geschiedenis
Op 24 juni 1885 zegende Mgr. Godschalk, bisschop van het bisdom 's-Hertogenbosch, de  eerste rooms-katholieke begraafplaats in Nijmegen in. 
De basis van het ontwerp wordt gevormd door twee brede paden met aan weerskanten rode beuken, die elkaar in een hoek van 90 graden kruisen, en waarlangs de meest bekende graven liggen. De begraafplaats is deels ommuurd, deels omgeven door het originele smeedijzeren hekwerk en deels door hekwerk van later datum. Bij de ingang bevinden zich aan weerskanten natuurstenen neogotische hekpijlers.   
De vijf neogotische kruiswegstaties op de begraafplaats Daalseweg vormen een incomplete laat-19e-eeuwse kruisweg.  
Op de begraafplaats staat een klein bakstenen kapelletje, dat in 1947 is opgericht ter nagedachtenis aan de 8 zusters van de Sociëteit van Jezus, Maria en Josef (JMJ) en 22 van de 24 kleuters in het klooster Saint Louis aan de Burchtstraat die omkwamen bij het bombardement op de Nijmeegse binnenstad op 22 februari 1944. De buitenmuren dragen twee wit-natuurstenen plaquettes. Daarop zijn de datum 22 februari 1944 en de namen en geboortedata van deze dertig bombardementsslachtoffers aangebracht. 
Op de begraafplaats is een gedenkteken dat bekend staat als eregraf voor de verzetsheld Jan van Hoof. Dit eregraf bestaat uit een liggende betonnen grafsteen met daarachter een bakstenen muur waarboven het logo van van de voormalige Katholieke Verkenners uitsteekt. Aan weerszijden van de grafsteen zijn twee gedenkstenen geplaatst. De tekst op de grafsteen luidt: 'Jan van Hoof 7 viii 1922 19 ix 1944'. De tekst op de rechter gedenksteen luidt: 'Ter nagedachtenis aan alle hier begraven slachtoffers van het bombardement op 22 februari 1944 en ander oorlogsgeweld.' De tekst op de linker gedenksteen luidt: 'Ter nagedachtenis aan Jan van Hoof. In 1945 is Jan van Hoof in dit graf begraven en in 1971 overgebracht naar het ereveld op begraafplaats Vredehof.' Op het ereveld Vredehof aan de Weg door Jonkerbosch in Nijmegen rusten 43 Nederlandse militairen en verzetshelden die in de Tweede Wereldoorlog gevallen zijn.
In 1948 werd de begraafplaats gesloten vanwege de zware beschadigingen die aan het eind van de Tweede Wereldoorlog waren ontstaan ten gevolge van oorlogshandelingen. Ook het ontbreken van uitbreidingsmogelijkheden was een van de redenen voor sluiting. Na bijna een halve eeuw werd in 1995, na een grondige renovatie, de begraafplaats weer in gebruik genomen, door bijzetten van overledenen in bestaande graven. Sinds 1995 worden er geen nieuwe graven meer uitgegeven.

## Mensen die er begraven liggen
Tot op heden zijn er op de begraafplaats Daalseweg zo'n 25.000 mensen begraven, waarvan ruim 300 slachtoffers van het stadsbombardement in februari 1944. Verder liggen er prominente families begraven, waaronder Dreesmann, Dobbelmann, Terwindt en Bahlmann. Een gezichtsbepalend grafmonument is dat van A.F. Smulders en zijn echtgenote. Smulders was de grondvester van een scheeps- en machinebouwconcern, en zijn bedrijf leverde onder meer graafwerktuigen voor het Panamakanaal. 
Overige prominente mensen die begraven liggen op Begraafplaats Daalseweg zijn:
- Frans Banning (1867-1944), Nijmeegs arts en politicus
- Willem Bijlard (1874-1940), architect
- Josephus Bruinsma (1846-1913), Nederlands auteur
- Gerard Bruning (1898-1926), Nederlands dichter en prozaschrijver.
- Gerardus Buskens (1853-1933), Nijmeegs bouwmeester en aannemer
- Willem Heijdt (1858-1928), ondernemer en componist
- Bernardus Joannes Claase (1862-1919), architect
- Cornelis Adrianus Peter Ivens (1871-1941), Nijmeegs fotograaf
- Henri Leeuw sr. (1819-1909), beeldhouwer
- Henri Leeuw jr. (1861-1918), schilder en beeldhouwer
- Oscar Leeuw (1866-1944), architect
- Lidi van Mourik Broekman (1917-2015), beeldhouwster
- Emile Selbach (1887-1915), bekend als de gewichtigste hotelier van Europa
- Wijnandus Johannes Hermanus van der Waarden (1860-1930), architect, aannemer en wethouder.

- Gustav Maurits Bleckmann (1859-1957), Generaal-Majoor in het Koninklijk Nederlandsch-Indisch Leger

## Fotogalerij

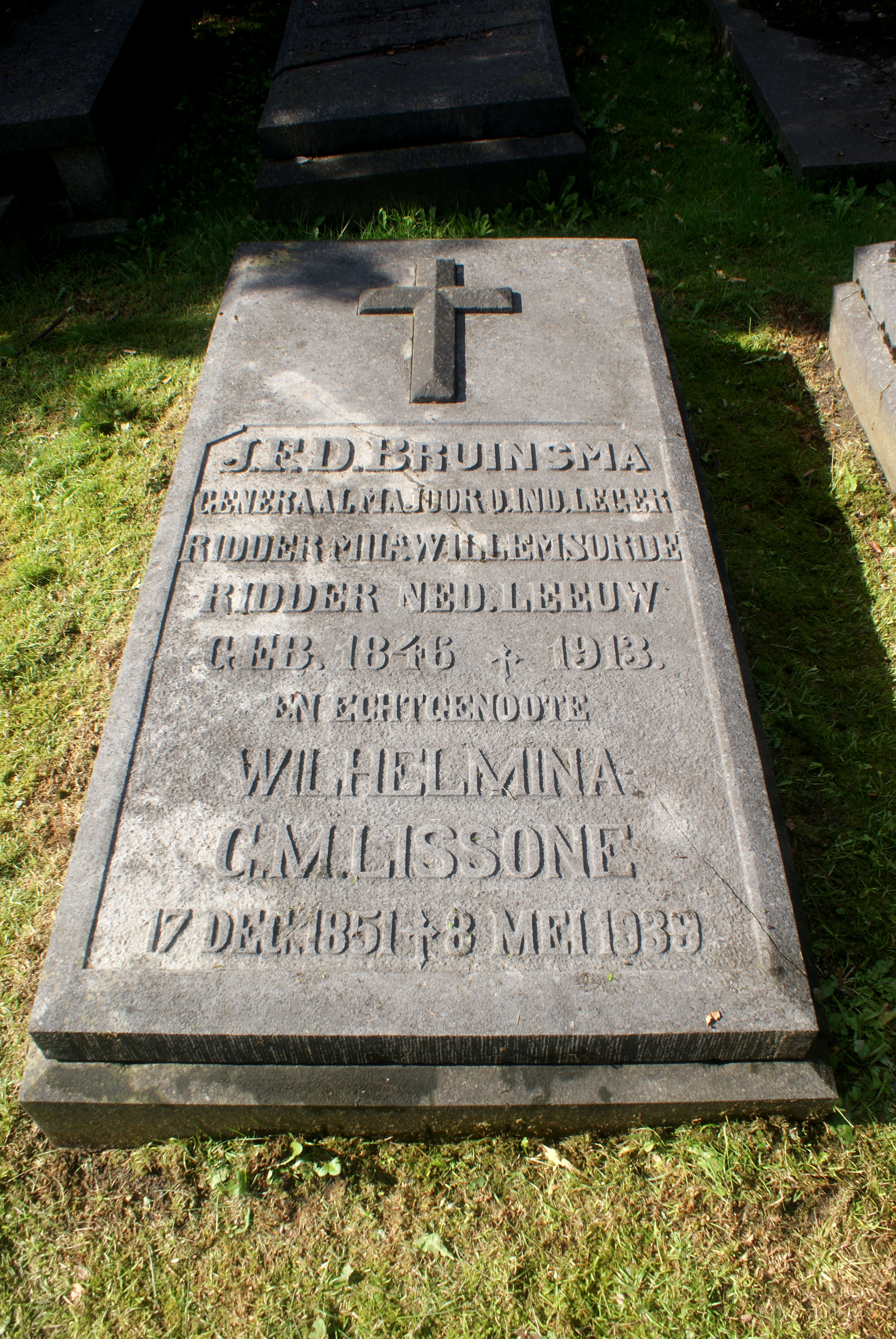
Josephus Fredericus Dominicus Bruinsma
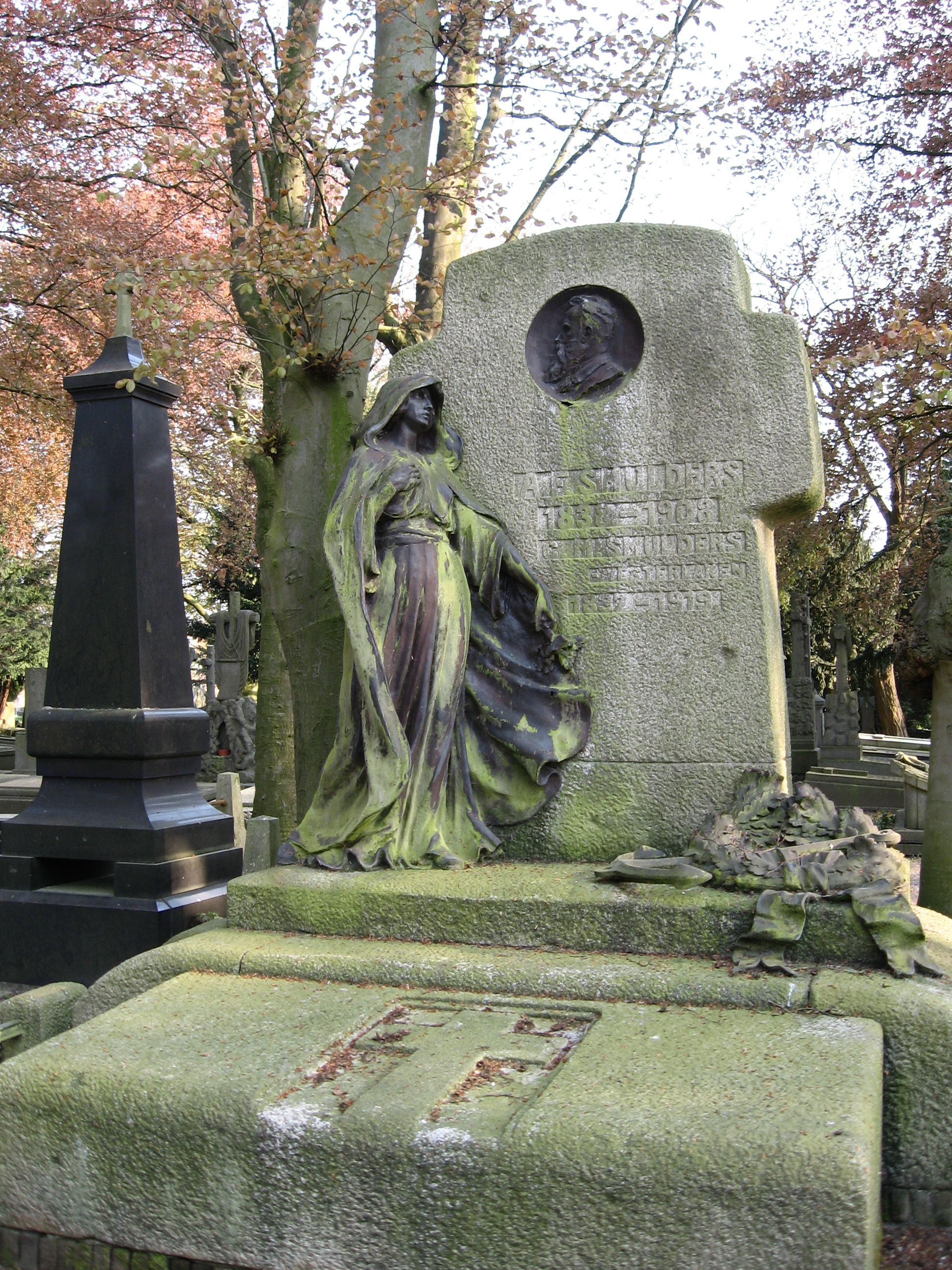
Grafmonument  A.F. Smulders
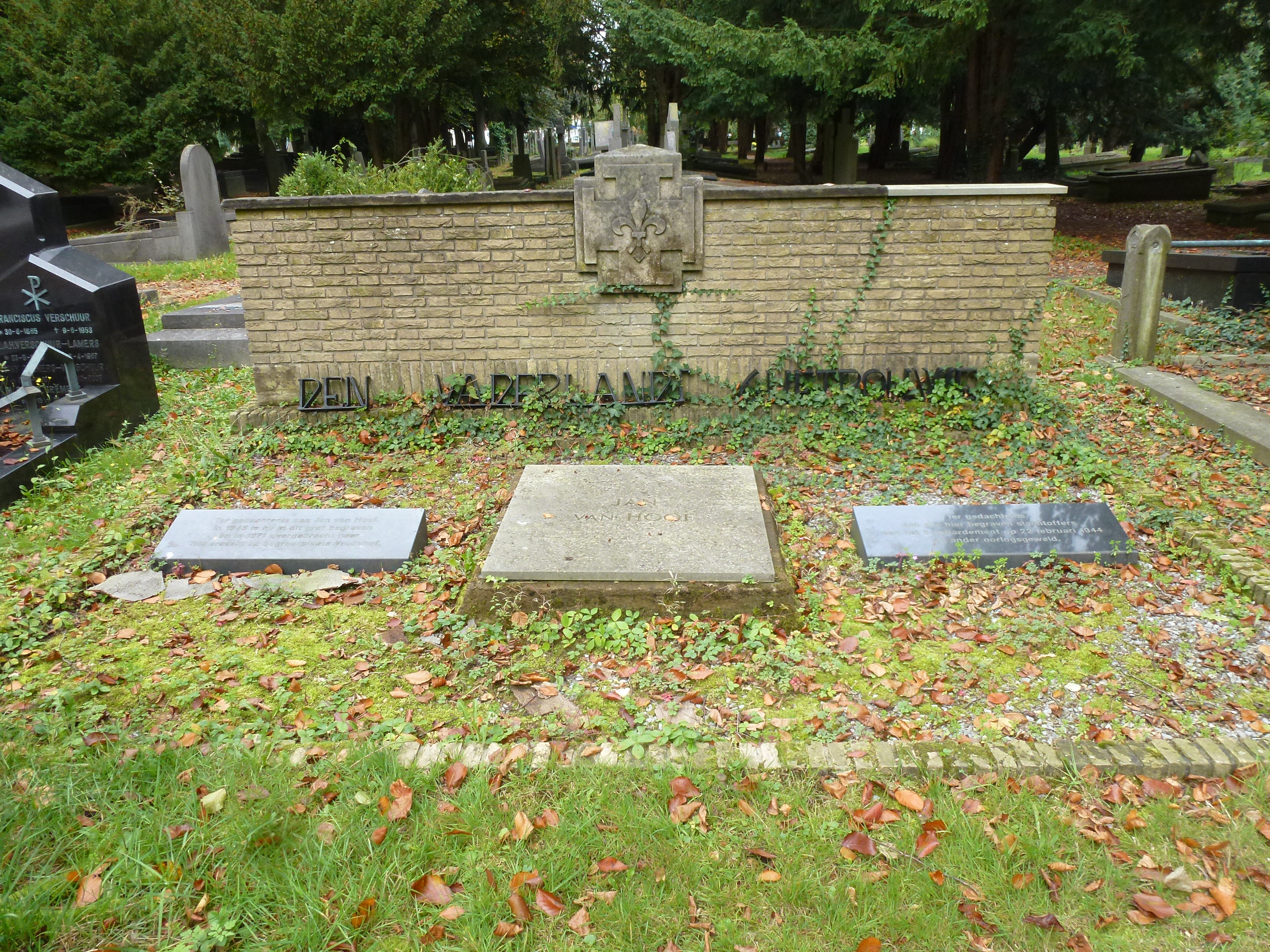
Eregraf Jan van Hoof
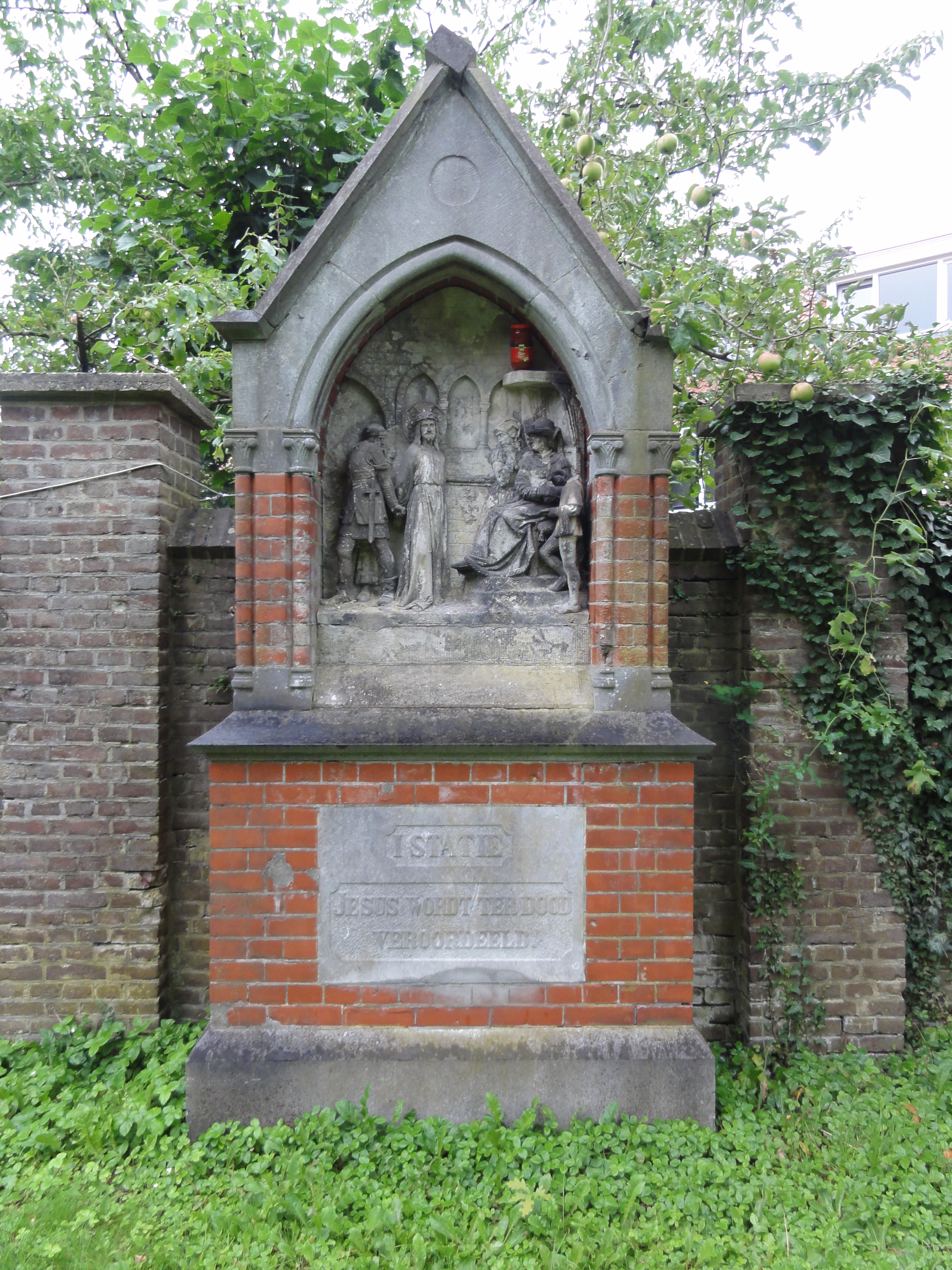
Eerste kruiswegstatie
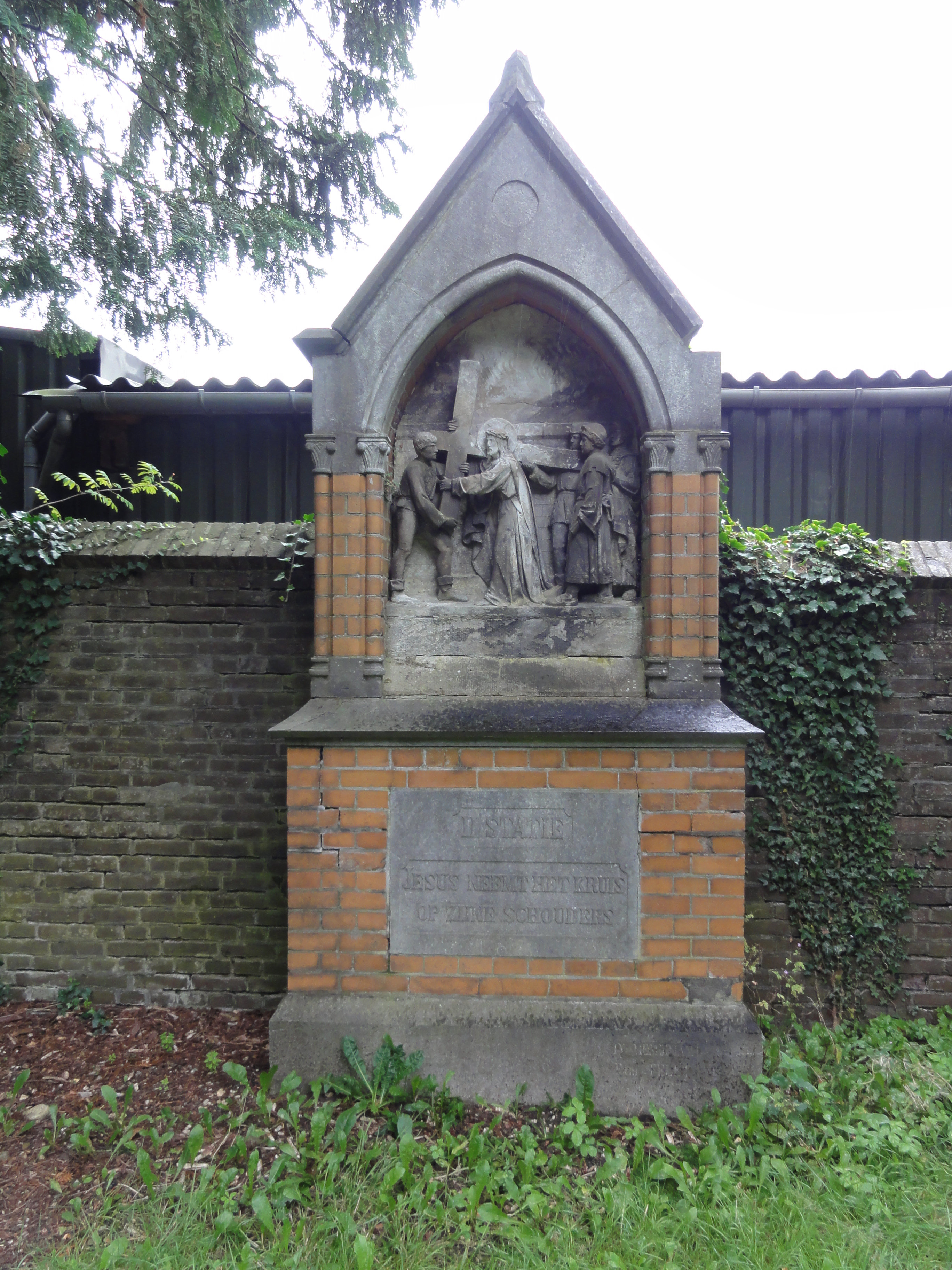
Tweede kruiswegstatie
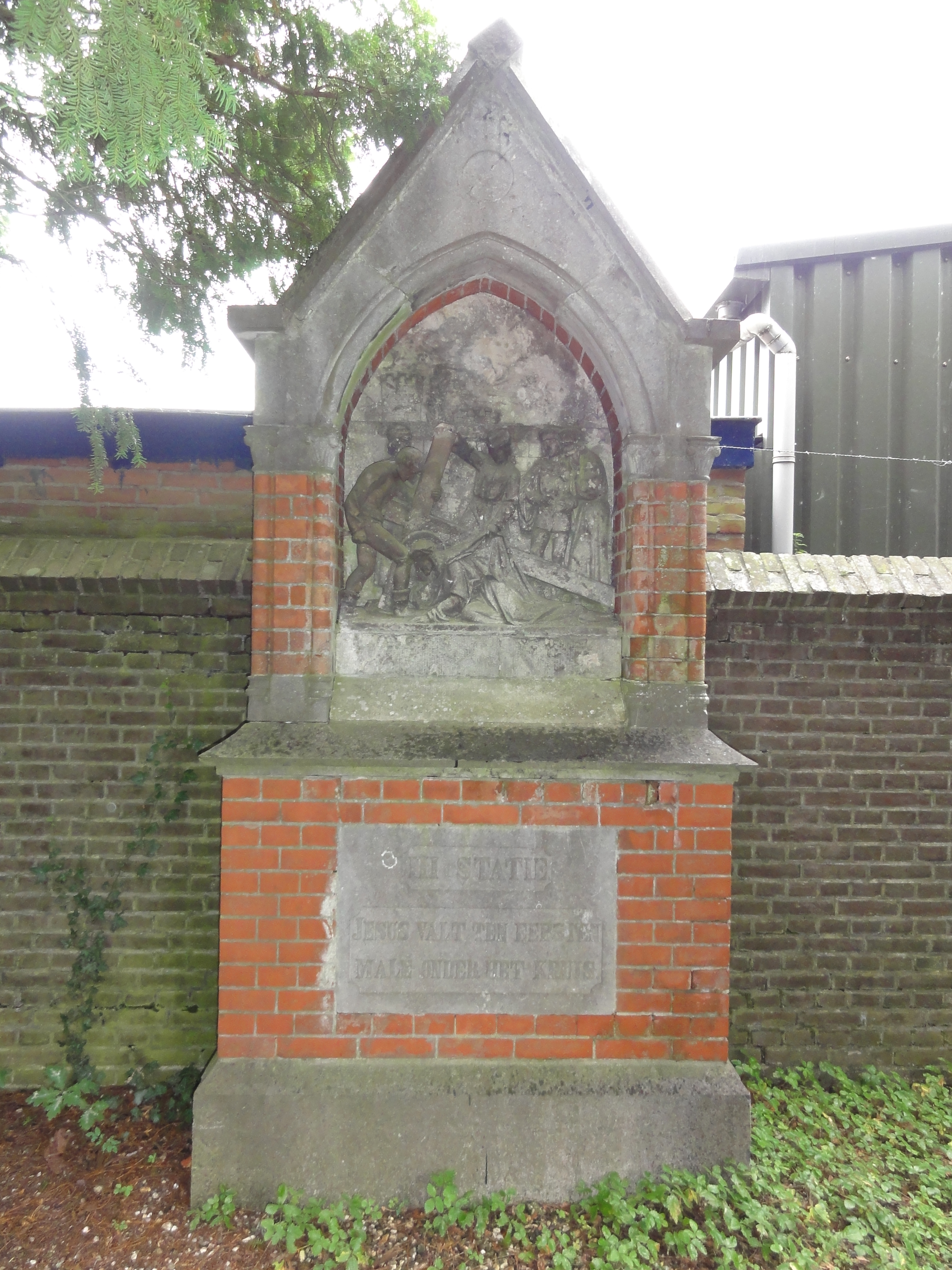
Derde kruiswegstatie
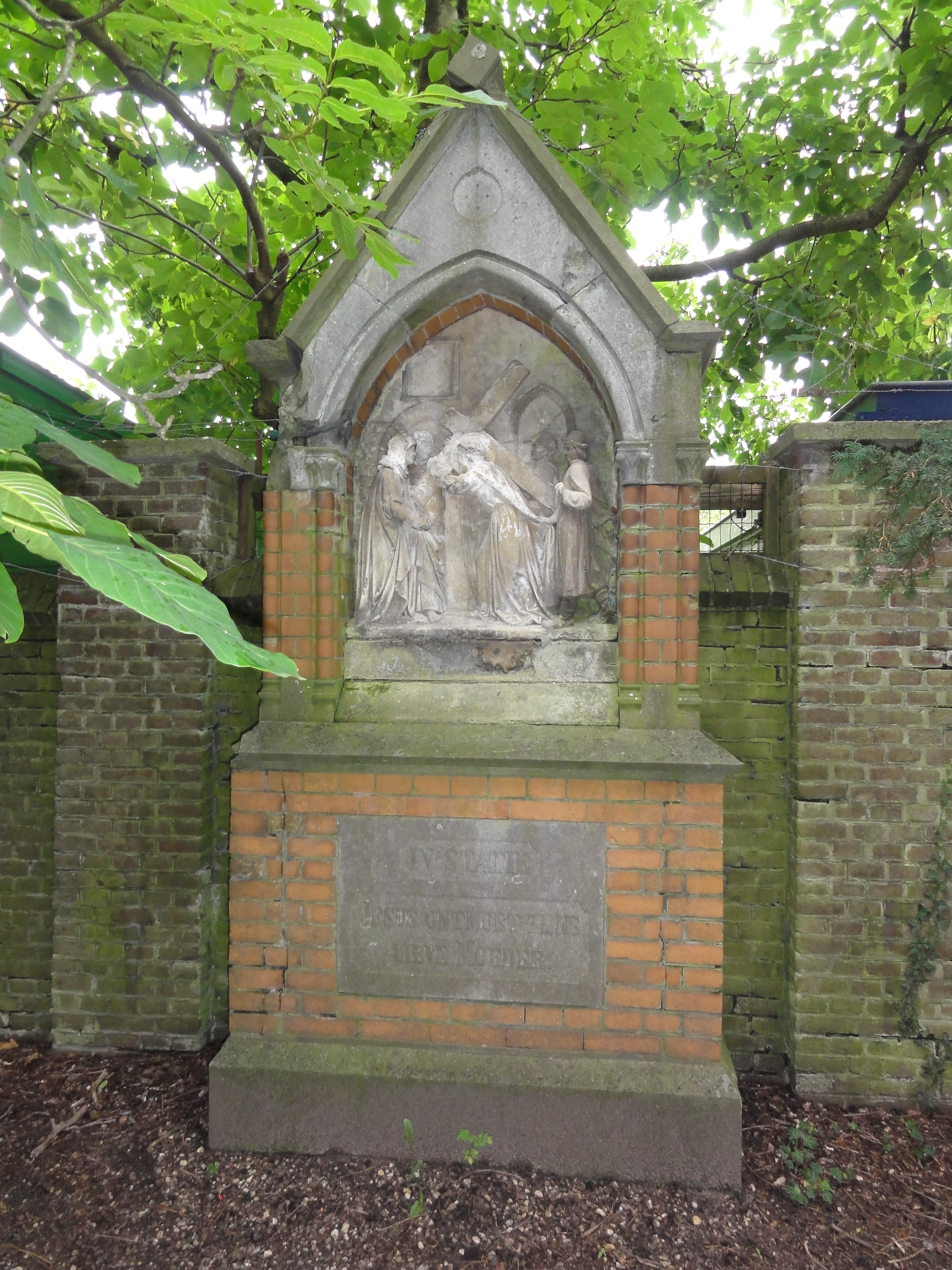
Vierde kruiswegstatie
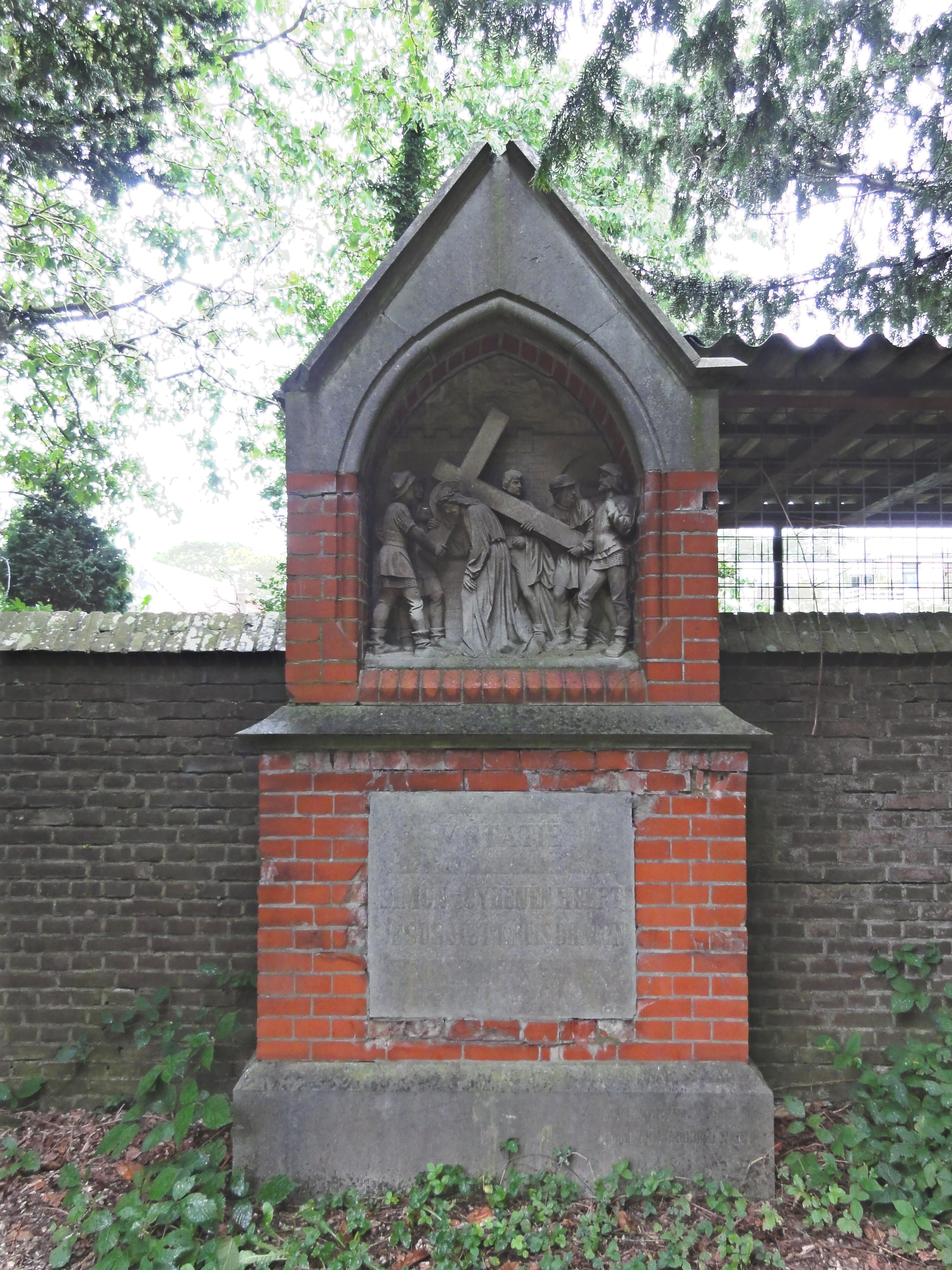
Vijfde kruiswegstatie